# 1972年ミュンヘンオリンピックのケニア選手団
1972年ミュンヘンオリンピックのケニア選手団（1972ねんミュンヘンオリンピックのケニアせんしゅだん）は、1972年8月26日から9月11日にかけて西ドイツのミュンヘンで開催された1972年ミュンヘンオリンピックのケニア選手団、およびその競技結果。

## 概要
今大会は金メダル2個、銀メダル3個、銀メダル4個の合計9個のメダルを獲得した。

## メダル
| メダル | 選手名                                                                        | 競技       | 種目             |
| ------ | ----------------------------------------------------------------------------- | ---------- | ---------------- |
| 金     | キプチョゲ・ケイノ                                                            | 陸上       | 男子3000m障害    |
| 金     | チャールズ・アサティ ヘゼキアー・ニャマウ ロバート・オウコ ジュリアス・サング | 陸上       | 男子4×400mリレー |
| 銀     | キプチョゲ・ケイノ                                                            | 陸上       | 男子1500m        |
| 銀     | ベン・ジプチョ                                                                | 陸上       | 男子3000m障害    |
| 銀     | フィリップ・ワルインゲ                                                        | ボクシング | 男子フェザー級   |
| 銅     | ジュリアス・サング                                                            | 陸上       | 男子400m         |
| 銅     | マイク・ボイト                                                                | 陸上       | 男子800m         |
| 銅     | サミュエル・ムブグア                                                          | ボクシング | 男子ライト級     |
| 銅     | ディック・ムルンガ                                                            | ボクシング | 男子ウェルター級 |